# Binnein Mòr
Binnein Mòr är ett berg i Storbritannien.   Det ligger i kommunen Highland och riksdelen Skottland, i den nordvästra delen av landet, 700 km nordväst om huvudstaden London. Toppen på Binnein Mòr är 1 130 meter över havet, eller 788 meter över den omgivande terrängen. Bredden vid basen är 16,8 km.
Terrängen runt Binnein Mòr är huvudsakligen kuperad, men åt nordväst är den bergig.Runt Binnein Mòr är det mycket glesbefolkat, med 4 invånare per kvadratkilometer. Närmaste större samhälle är Fort William, 13,3 km nordväst om Binnein Mòr. Omgivningarna runt Binnein Mòr är i huvudsak ett öppet busklandskap.